# Harvey Eisenberg
Harvey Gregory Eisenberg (Brooklyn, 11 febbraio 1911 – Los Angeles, 22 aprile 1965) è stato un animatore e fumettista statunitense. Meglio conosciuto per il suo lavoro con William Hanna e Joseph Barbera alla MGM e poi nella loro società Hanna-Barbera, Eisenberg illustrò un gran numero di storie e strisce a fumetti con protagonisti personaggi come Tom & Jerry, l'Orso Yoghi e gli Antenati, lavorando anche come scenografo e character designer per i cortometraggi stessi.

## Biografia
Eisenberg era nativo di Brooklyn, dove da adulto incontrò un altro fumettista, Joseph Barbera. In seguito Barbera diede ad Eisenberg un lavoro presso lo studio di animazione della Metro-Goldwyn-Mayer alla fine degli anni '30, dove Eisenberg lavorò nell'unità di Barbera e William Hanna disegnando le scenografie per i cartoni animati della serie Tom & Jerry. Dal 1946 al 1951 Eisenberg e Barbera furono soci nella Dearfield Publishing, una società di fumetti con titoli come "Red" Rabbit Comics, Foxy Fagan e Junie Prom.
Eisenberg si mise a illustrare fumetti a tempo pieno dalla fine degli anni '40, e disegnò molti numeri di Tom & Jerry e di successivi fumetti e libri per bambini legati alla Hanna-Barbera. La sua prolifica carriera come illustratore di fumetti Hanna-Barbera gli attirò confronti con il lavoro che Carl Barks fece per la Walt Disney Productions.
Il figlio Jerry Eisenberg divenne un artista degli storyboard, scenografo e character designer per la Hanna-Barbera alla fine degli anni '50, e in seguito lavorò anche per la Ruby-Spears. A seguito di una serie di infarti miocardici, Harvey Eisenberg morì a Los Angeles il 22 aprile 1965, a 54 anni.